# Julija Gusjtjina
Julija Gusjtjina (ryska: Юлия Александровна Гущина), född den 4 mars 1983 i Novotjerkassk, är en rysk friidrottare som tävlar i kortdistanslöpning.
Gusjtjinas första internationella mästerskapsfinal var VM 2005 där hon deltog på 200 meter och slutade på sjätte plats på tiden 22,75. Vid EM 2006 blev hon silvermedaljör på 200 meter efter Kim Gevaert på tiden 22,93. Vid samma mästerskap blev hon guldmedaljör i stafett på 4 x 100 meter. 
Vid inomhus-VM 2008 ingick hon i det ryska stafettlaget på 4 x 400 meter som vann guld. Utomhus samma år deltog hon vid Olympiska sommarspelen 2008 i Peking där hon tävlade på 400 meter och slutade fyra på tiden 50,01. Hon deltog även i båda stafetterna och vann guld på 4 x 100 meter och silver på 4 x 400 meter.
I augusti 2016 blev Gusjtjina och hennes tre ryska lagkamrater av med sin olympiska guldmedalj på grund av en dopningsöverträdelse. Med beskedet om diskvalificeringen av det ryska 4x400-laget från 2012 på grund av dopningsöverträdelsen av Antonina Krivoshapka, fråntogs tre av Gusjtjina olympiska medaljer retroaktivt.
Vid VM 2013 spreds bilder från medaljceremonin för kvinnornas 4x400 meter stafett där Kseniya Ryzhova och Yuliya Gusjtjina delade en kyss på läpparna genom sociala medier och tolkades som en protest mot de anti-homosexuella lagarna i Ryssland. Både Ryzhova och Gushchina förnekade att de hade någon avsikt att göra en sådan protest, utan sa att de helt enkelt var glada över sin idrottsframgång och att de var gifta med män.